# Alicia en la España de las maravillas
Alicia en la España de las maravillas es una película fantástica española dirigida por Jordi Feliu y estrenada en el año 1979. Cuenta con título en catalán en su versión catalana, Alicia a l'Espanya de les meravelles.

## Sinopsis
Basada en el relato Alicia en el País de las Maravillas de Lewis Carroll , el filme comienza con una Alicia dormida en una tarde veraniega en la orilla de un río. Cuando la protagonista cree despertar, se encuentra con una erótica conejita negra con forma de mujer que llama su atención. Tras perseguirla, se adentra en un recorrido simbólico a lo largo de los cuarenta años de dictadura.

## Reparto
- Mireia Ros como primera Alicia.
- Sílvia Aguilar como segunda Alicia.
- Montserrat Móstoles como tercera Alicia.
- Conxita Bardem como Alicia adulta.
- Jennifer Bertrac como Conejito.
- Rafael Anglada como Jardinero bajito.
- Pau Bizarro como Ángel de la guarda.
- Alfred Lucchetti como Estafador.

## Lugares de rodaje
Barcelona, Gerona,  Arenys de Munt, Colmenar Viejo, Madrid.